# Casalvento
Casalvento è una frazione del comune di Sassoferrato in provincia di Ancona. È situata al confine tra le regioni Marche e Umbria.

## Geografia fisica
Casalvento sorge a 502 metri sul livello del mare, collocato nella valle solcata dal fosso Baccoie (latino 'bacculae'), detto usualmente Paccone, che scende dal monte Lo Spicchio e si congiunge poi col torrente Rio Freddo prima di Perticano. Confina con molte altre piccole frazioni tra cui:Piaggiasecca, Rucce, Perticano, San Felice, Val di Ranco, Viacce, Marena, Marenella, Bastia, Coccore.

## Storia
Casalvento di certo esisteva nel 1333-34 quando la sua chiesa di Santa Croce è citata nelle Rationes Decimarum (Sella, R. D. Umbria Nocera, n. 4069, pagò 24 sol. e 4 den. cor.; n. 4323 'Dompnus Cagnus pro ecclesia S. Crucis de Casalvento xvi sol. iii den. cor.; n. 4498 pagò 23 sol. 4 den. cor,). Qua vicino nel 1295 aveva 'abbandonato il terreno' Homo da S. Pietro figlio di Guido, signore della Rocca di Viacce, che controllava pure Piaggiasecca almeno fino al 1279. La Rocca era a circa un chilometro da Casalvento. In questa area forte era la presenza degli Ospedalieri, alias Gerosolimitani, succeduti ai Templari di San Paterniano di Rigo Retroso. Parimenti forte era quella del priorato di S. Cassiano di Valbagnola, che deteneva la chiesa di S. Nicola di Viacce-Rucce. Infatti risulta che nel 1364 la chiesa di S. Croce era proprietà di entrambi in modo paritario. Ciò emerge da un atto del 20 luglio, rogato nella rocca di Ancona. Qui convennero fra Bartolomeo 'de ghyca' rettore di S. Paterniano e don Anastasio priore di S. Cassiano, che, essendo morto il rettore di Casalvento don Matteo da Casalvento (è il primo casalvino noto), nominarono nuovo rettore fra Bernardo di Angelo da Perticano. Quindi ad un cassianese successe un ospedaliero (Arch. St. Com. Fabriano, Clavellorum, 2 c. 41; Sassi, Riv. St. Benedittina n. 88 p. 80). Nello Statuto di Sassoferrato del 1457 è nominata la parrocchia di S. Croce al l. v cap. v e vii. Nella lista delle ville contribuenti al Subsidium contra Turcos del 1482 risulta che Casalvento aveva 11 contribuenti paganti 8 fiorini, mentre i 3 di S. Felice pagavano 3 fiorini, i 7 di Rigoretroso (Perticano) pagavano 5 fiorini e i 7 di Costarella (Piaggiasecca) pagavano 4 fiorini. Nel 'Liber beneficiorum' della diocesi di Nocera, anno 1568, la chiesa di S. Croce pagava 11 libbre, mentre S. Paterniano di Perticano ne pagava 61 (Sensi in Boll. St. della città di Foligno XI, 1987, sub 240). Dalla visita di Camaiani (non era vescovo di Nocera) del 1573 risulta che la chiesa non aveva la canonica ed aveva solo 5 some di grano come rendita. Allora era parroco don Giovanni Tato, il cui fratello don Muzio era parroco di s. Nicola di Viacce-Rucce. Entrambi erano canonici di S. Pietro di Sassoferrato. Allora la parrocchia aveva 30 famiglie, quindi circa 150 abitanti. Da quella del vescovo Mannelli del 1580 risulta che la messa era celebrata solo due volte al mese, che il tetto della chiesa non era pianellato e che la canonica era in costruzione, ma non finita. Il 24 settembre 1593 la visitò il vescovo Pierbenedetti e trovò che era retta da don Giovanni Maria (manca il cognome) canonico di S. Pietro. Trovò carenti i paramenti e 'invenit non esse facta ordinata in ultima uisitatione' (Arch. Vesc. Nocera, Visitationes Pierbenedetti fol. 98v).
Va ricordata la nobile figura del partigiano Ugo Bianchetti, trucidato dai tedeschi in Piaggiasecca il 9 giugno 1944, che riposa nel cimitero di Perticano.

## Società

### Evoluzione demografica
Abitanti censiti

A Casalvento nel 1701 risiedevano 143 persone e, solamente sette anni dopo, sono aumentate a 181. Nel 1736 ne risiedevano 192, e nel 1894 si è toccato il picco di 285: oggi, tuttavia, vi risiedono solamente 12 abitanti.